# Jordany Valdespin
Jordany V. Valdespin (ur. 23 grudnia 1987) – dominikański baseballista występujący na pozycji drugobazowego w organizacji Detroit Tigers.

## Kariera zawodnicza
W czerwcu 2007 roku podpisał kontrakt jako wolny agent z New York Mets i początkowo występował w klubach farmerskich tego zespołu, między innymi w Buffalo Bisons, reprezentującym poziom Triple-A. W Major League Baseball zadebiutował 23 kwietnia 2012 w meczu przeciwko San Francisco Giants.
W 2012 pobił rekord klubowy zdobywając pięć home runów w jednym sezonie jako pinch hitter. 24 kwietnia 2013 w spotkaniu z Los Angeles Dodgers zdobył zwycięskiego, pierwszego w karierze grand slama w 10. inningu. W sierpniu 2013 został zawieszony na 50 meczów za zażywanie niedozwolonych środków dopingujących. W grudniu 2013 podpisał niegwarantowany kontrakt z Miami Marlins. 19 lipca 2014 w związku z kontuzją drugobazowego Rafaela Furcala został przesunięty do 40-osobowego składu Marlins.
W grudniu 2015 podpisał niegwarantowaną umowę z Detroit Tigers. Sezon 2016 spędził w Toledo Mud Hens (Triple-A), w którym rozegrał 111 spotkań, uzyskując średnią 0,239.